# Pinar del Rey
Pinar del Rey – stacja metra w Madrycie, na linii 8. Znajduje się w dzielnicy Hortaleza, w Madrycie i zlokalizowana jest pomiędzy stacjami Colombia i Mar de Cristal. Została otwarta 21 maja 2002.